# Viitaniemi
Viitaniemi est une zone résidentielle située dans le quartier de Nisula à Jyväskylä en Finlande.

## Description

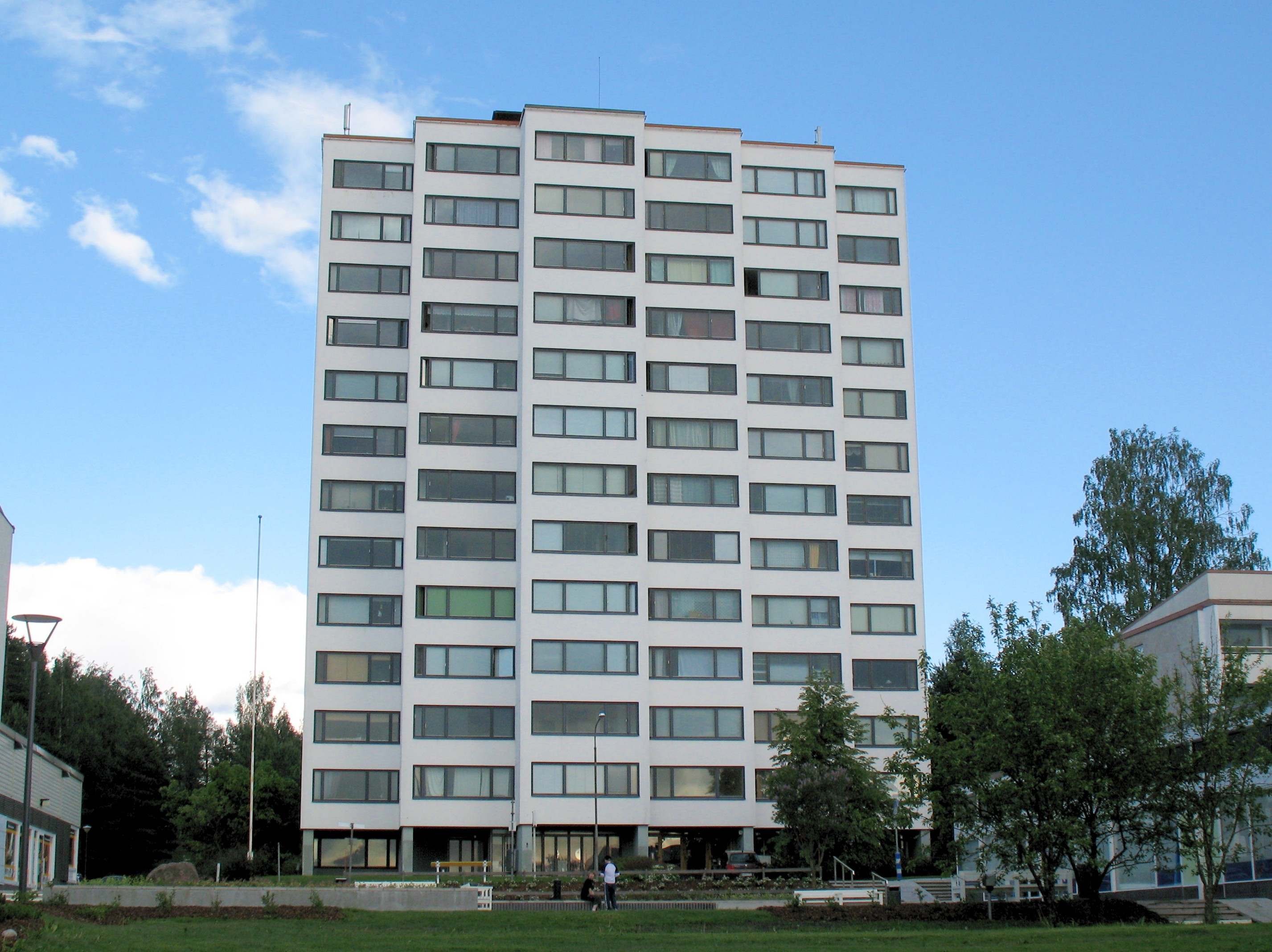
L'immeuble Viitatorni conçu par Alvar Aalto.

La zone résidentielle de Viitaniemi regroupe des bâtiments et des maisons construites entre 1959 et 1964.
La zone a été construite selon le plan d'urbanisme publié par Jorma Järvi en 1958.
Historiquement, c'est la première zone résidentielle de Jyväskylä. 
Elle représente l'idéologie de la ville-jardin de son époque et depuis 2007 c'est une zone protégée.
La Direction des musées de Finlande a classé Viitaniemi sur la liste des sites culturels construits d'intérêt national. 
La tour de 13 étages Viitatorni conçue par Alvar Aallon est située à Viitaniemi, elle est de couleur blanche comme les autres bâtiments de la résidence..

## Références

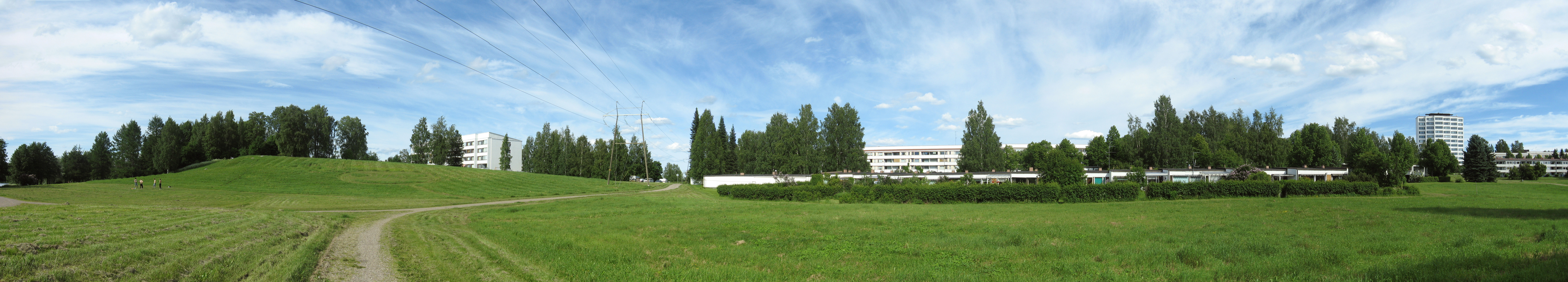
Vue panoramique de Viitaniemi.